# Versailles (pel·lícula)
Versailles és una pel·lícula francesa estrenada el 2008 i dirigida per Pierre Schoeller.
La pel·lícula s'estrenà en castellà el 14 d'agost de 2009 als cinemes catalans, balears i valencians de l'Estat espanyol.

## Argument
Nina, una mare jove i sense feina, i el seu fill de 5 anys, Enzo, dormen als carrers de París. Un dia, decideixen marxar cap al parc de Versalles. Allà, troben Damien, un home que viu en una cabana. Nina i Enzo dormen en ella i, l'endemà, la mare decideix marxar, deixant el seu fill amb en Damien.

## Repartiment
| Intèrpret                  | Personatge                         |
| -------------------------- | ---------------------------------- |
| Guillaume Depardieu        | Damien                             |
| Max Baissette de Malglaive | infant Enzo                        |
| Judith Chemla              | Nina                               |
| Aure Atika                 | Nadine                             |
| Patrick Descamps           | Jean-Jacques                       |
| Alain Libolt               | Home a la coberta de supervivència |